# 1775
| 1775               |
| ------------------ |
| Dødsfald - Fødsler |
| • Begivenheder     |

| Gregoriansk kalender | 1775 MDCCLXXV           |
| Ab urbe condita      | 2528                    |
| Armensk kalender     | 1224 ԹՎ ՌՄԻԴ            |
| Kinesiske kalender   | 4471 – 4472 甲午 – 乙未 |
| Etiopisk kalender    | 1767 – 1768             |
| Jødisk kalender      | 5535 – 5536             |
| Hindukalendere       |                         |
| - Vikram Samvat      | 1830 – 1831             |
| - Shaka Samvat       | 1697 – 1698             |
| - Kali Yuga          | 4876 – 4877             |
| Iransk kalender      | 1153 – 1154             |
| Islamisk kalender    | 1189 – 1190             |

Konge i Danmark: Christian 7. 1766-1808
Se også 1775 (tal)

## Begivenheder

### Januar
- 17. januar – James Cook tager Sydgeorgien i besiddelse for Storbritannien

### Februar
- 15. februar – Pave Pius 6. indsættes

### April
- 18. april - Sammen med to andre rider Paul Revere fra Boston for at advare John Hancock og Samuel Adams om engelske forsøg på at arrestere dem
- 19. april – Slaget ved Lexington og Concord indleder den amerikanske uafhængighedskrig

### Maj
- 1. maj - Den Kongelige Porcelænsfabrik i København grundlægges af apotekeren og mineralogen F. H. Müller
- 2. maj - Benjamin Franklin afslutter det første videnskabelige studie af Golfstrømmen. En postmester i de engelske kolonier undrer sig over, at det tager skibe 2 uger længere at bringe post fra England end den modsatte vej
- 10. maj - under USA's uafhængighedskrig enes de 13 oprindelige kolonier om at oprette en hær under ledelse af George Washington

### Juni
- 14. juni – United States Army grundlægges under navnet Continental Army

### November
- 10. november – United States Marine Corps grundlægges under navnet Continental Navy

### December
- 31. december - George Washington beordrer rekrutteringsofficerer til at acceptere frie sorte i hæren

### Udateret
- Royal Copenhagen grundlægges.
- Magistergraden i filologi indføres i Danmark.

## Født
- 22. januar – André-Marie Ampère, fransk fysiker (død 1836).
- 27. januar – Friedrich Wilhelm Joseph von Schelling, tysk filosof (død 1854).
- 23. april – J.M.W. Turner, engelsk maler (død 1851).
- 12. august – Malthe Conrad Bruun, dansk forfatter, publicist og geograf (død 1826).
- 19. oktober – Kamma Rahbek, dansk guldaldersamlingspunkt (død 1829).
- 16. december – Jane Austen, engelsk forfatter (død 1817).

## Dødsfald
- 10. maj – Caroline Mathilde, dansk dronning (født 1751).
- 19. oktober – Frederik Christian Breitendich, dansk organist (født 1702).

## Musik
- 23. april – Mozarts opera Kongen som hyrde uropføres i Salzburg.